# ТЕС Мортлейк
ТЕС Мортлейк — теплова електростанція на південному сході Австралії.
У 2011 році на майданчику станції ввели в дію дві встановлені на роботу у відкритому циклі газові турбіни потужністю по 283 МВт.
Як паливо станція використовує природний газ, що надходить по трубопроводу Отвей – Мортлейк.
Для видалення продуктів згоряння кожна газова турбіна отримала димар заввишки 45 метрів.
Воду для охолодження отримують зі свердловин та очисного заводу Мортлейк.
Видача продукції відбувається по ЛЕП, що працює під напругою 500 кВ.